# داميان موري
داميان موري (بالإنجليزية: Damian Mori)‏ (30 سبتمبر 1970 أستراليا - ) هو لاعب كرة قدم أسترالي، يلعب كمهاجم، شارك في الألعاب الأولمبية الصيفية 1992.

## روابط خارجية
- داميان موري على موقع الاتحاد الدولي (مؤرشف)  (الإنجليزية)
- داميان موري على موقع قاعدة بيانات كرة القدم.إي يو (الإنجليزية)
- داميان موري على موقع بيانات كرة القدم. دي إي (الألمانية)
- داميان موري على موقع ناشيونال فوتبول تيمز (الإنجليزية)
- داميان موري على موقع عالم كرة القدم.نت (الإنجليزية)
- داميان موري على موقع أوليمبيديا (الإنجليزية)
- داميان موري على موقع اللجنة الأولمبية الأسترالية (الإنجليزية)